# Lizzy Gardiner
Lizzy Gardiner é uma figurinista australiana. Venceu o Oscar de melhor figurino na edição de 1995 por The Adventures of Priscilla, Queen of the Desert, ao lado de Tim Chappel.